# Merionoeda coerulea
Merionoeda coerulea es una especie de escarabajo longicornio del género Merionoeda, tribu, Stenopterini, subfamilia Cerambycinae. Fue descrita por Aurivillius en 1924.

## Descripción
Mide 11-12 mm de longitud.

## Distribución
Se distribuye por Malasia (isla de Borneo).